# Lista över fornlämningar i Linköpings kommun (Örtomta)
Lista över fornlämningar i Linköpings kommun (Örtomta) är en förteckning av ett urval av de fornlämningar som finns i Örtomta i Linköpings kommun.
| Namn                            | Lämningstyp                 | Tillkomsttid | Historisk indelning   | Plats | Läge                 | ID-nr          | Bild                                 |
| ------------------------------- | --------------------------- | ------------ | --------------------- | ----- | -------------------- | -------------- | ------------------------------------ |
| Örtomta 1:1                     | Stensättning                |              | Örtomta, Östergötland |       | 58.433011, 15.905051 | 10054900010001 | Ladda upp en bild av detta fornminne |
| Örtomta 1:2                     | Stensättning                |              | Örtomta, Östergötland |       | 58.433005, 15.904838 | 10054900010002 | Ladda upp en bild av detta fornminne |
| Örtomta 1:3                     | Stensättning                |              | Örtomta, Östergötland |       | 58.432999, 15.904557 | 10054900010003 | Ladda upp en bild av detta fornminne |
| Örtomta 2:1                     | Stensättning                |              | Örtomta, Östergötland |       | 58.433337, 15.907433 | 10054900020001 | Ladda upp en bild av detta fornminne |
| Örtomta 2:2                     | Stensättning                |              | Örtomta, Östergötland |       | 58.433607, 15.907048 | 10054900020002 | Ladda upp en bild av detta fornminne |
| Örtomta 2:3                     | Stensättning                |              | Örtomta, Östergötland |       | 58.433547, 15.906455 | 10054900020003 | Ladda upp en bild av detta fornminne |
| Örtomta 2:4                     | Stensättning                |              | Örtomta, Östergötland |       | 58.433550, 15.906150 | 10054900020004 | Ladda upp en bild av detta fornminne |
| Örtomta 3:1                     | Stensättning                |              | Örtomta, Östergötland |       | 58.439362, 15.895621 | 10054900030001 | Ladda upp en bild av detta fornminne |
| Örtomta 3:2                     | Stensättning                |              | Örtomta, Östergötland |       | 58.439360, 15.895922 | 10054900030002 | Ladda upp en bild av detta fornminne |
| Örtomta 4:1                     | Stensättning                |              | Örtomta, Östergötland |       | 58.438002, 15.898844 | 10054900040001 | Ladda upp en bild av detta fornminne |
| Örtomta 5:1                     | Stensättning                |              | Örtomta, Östergötland |       | 58.428105, 15.910791 | 10054900050001 | Ladda upp en bild av detta fornminne |
| Örtomta 6:1                     | Stensättning                |              | Örtomta, Östergötland |       | 58.428050, 15.909934 | 10054900060001 | Ladda upp en bild av detta fornminne |
| Örtomta 7:1                     | Stensättning                |              | Örtomta, Östergötland |       | 58.427573, 15.909226 | 10054900070001 | Ladda upp en bild av detta fornminne |
| Örtomta 8:1                     | Stensättning                |              | Örtomta, Östergötland |       | 58.433405, 15.910050 | 10054900080001 | Ladda upp en bild av detta fornminne |
| Örtomta 9:1                     | Gravfält                    |              | Örtomta, Östergötland |       | 58.432929, 15.911323 | 10054900090001 | Ladda upp en bild av detta fornminne |
| Örtomta 11:1                    | Stensättning                |              | Örtomta, Östergötland |       | 58.428370, 15.915442 | 10054900110001 | Ladda upp en bild av detta fornminne |
| Örtomta 11:2                    | Stensättning                |              | Örtomta, Östergötland |       | 58.428323, 15.915191 | 10054900110002 | Ladda upp en bild av detta fornminne |
| Örtomta 12:1                    | Stensättning                |              | Örtomta, Östergötland |       | 58.435424, 15.896627 | 10054900120001 | Ladda upp en bild av detta fornminne |
| Örtomta 13:1                    | Stensättning                |              | Örtomta, Östergötland |       | 58.425551, 15.908574 | 10054900130001 | Ladda upp en bild av detta fornminne |
| Örtomta 13:2                    | Stensättning                |              | Örtomta, Östergötland |       | 58.425629, 15.908733 | 10054900130002 | Ladda upp en bild av detta fornminne |
| Örtomta 13:3                    | Stensättning                |              | Örtomta, Östergötland |       | 58.425556, 15.908889 | 10054900130003 | Ladda upp en bild av detta fornminne |
| Örtomta 13:4                    | Stensättning                |              | Örtomta, Östergötland |       | 58.425874, 15.909203 | 10054900130004 | Ladda upp en bild av detta fornminne |
| Örtomta 15:1                    | Gravfält                    |              | Örtomta, Östergötland |       | 58.424107, 15.904723 | 10054900150001 | Ladda upp en bild av detta fornminne |
| Örtomta 16:1                    | Gravfält                    |              | Örtomta, Östergötland |       | 58.426694, 15.896612 | 10054900160001 | Ladda upp en bild av detta fornminne |
| Örtomta 17:1                    | Stensättning                |              | Örtomta, Östergötland |       | 58.426100, 15.896018 | 10054900170001 | Ladda upp en bild av detta fornminne |
| Örtomta 17:2                    | Stensättning                |              | Örtomta, Östergötland |       | 58.425976, 15.896177 | 10054900170002 | Ladda upp en bild av detta fornminne |
| Örtomta 18:1                    | Stensättning                |              | Örtomta, Östergötland |       | 58.434812, 15.881695 | 10054900180001 | Ladda upp en bild av detta fornminne |
| Örtomta 18:2                    | Stensättning                |              | Örtomta, Östergötland |       | 58.434927, 15.882069 | 10054900180002 | Ladda upp en bild av detta fornminne |
| Örtomta 19:1                    | Gravfält                    |              | Örtomta, Östergötland |       | 58.425778, 15.907460 | 10054900190001 | Ladda upp en bild av detta fornminne |
| Örtomta 20:1                    | Gravfält                    |              | Örtomta, Östergötland |       | 58.420507, 15.904666 | 10054900200001 | Ladda upp en bild av detta fornminne |
| Pettekulla backe (Örtomta 21:1) | Gravfält                    |              | Örtomta, Östergötland |       | 58.420817, 15.896750 | 10054900210001 | Ladda upp en bild av detta fornminne |
| Örtomta 22:1                    | Stensättning                |              | Örtomta, Östergötland |       | 58.421239, 15.893210 | 10054900220001 | Ladda upp en bild av detta fornminne |
| Örtomta 23:1                    | Stensättning                |              | Örtomta, Östergötland |       | 58.420213, 15.896469 | 10054900230001 | Ladda upp en bild av detta fornminne |
| Örtomta 26:1                    | Stensättning                |              | Örtomta, Östergötland |       | 58.414964, 15.897753 | 10054900260001 | Ladda upp en bild av detta fornminne |
| Örtomta 27:1                    | Stensättning                |              | Örtomta, Östergötland |       | 58.415481, 15.894413 | 10054900270001 | Ladda upp en bild av detta fornminne |
| Örtomta 28:1                    | Stensättning                |              | Örtomta, Östergötland |       | 58.412712, 15.886899 | 10054900280001 | Ladda upp en bild av detta fornminne |
| Örtomta 28:2                    | Stensättning                |              | Örtomta, Östergötland |       | 58.412867, 15.887589 | 10054900280002 | Ladda upp en bild av detta fornminne |
| Örtomta 28:3                    | Stensättning                |              | Örtomta, Östergötland |       | 58.412751, 15.887719 | 10054900280003 | Ladda upp en bild av detta fornminne |
| Örtomta 28:4                    | Stensättning                |              | Örtomta, Östergötland |       | 58.412681, 15.887953 | 10054900280004 | Ladda upp en bild av detta fornminne |
| Örtomta 30:1                    | Röse                        |              | Örtomta, Östergötland |       | 58.409793, 15.890538 | 10054900300001 | Ladda upp en bild av detta fornminne |
| Örtomta 30:2                    | Stensättning                |              | Örtomta, Östergötland |       | 58.409917, 15.890628 | 10054900300002 | Ladda upp en bild av detta fornminne |
| Örtomta 30:3                    | Stensättning                |              | Örtomta, Östergötland |       | 58.410043, 15.890663 | 10054900300003 | Ladda upp en bild av detta fornminne |
| Örtomta 30:4                    | Röse                        |              | Örtomta, Östergötland |       | 58.410158, 15.890574 | 10054900300004 | Ladda upp en bild av detta fornminne |
| Örtomta 31:1                    | Stensättning                |              | Örtomta, Östergötland |       | 58.409954, 15.894566 | 10054900310001 | Ladda upp en bild av detta fornminne |
| Örtomta 32:1                    | Stensättning                |              | Örtomta, Östergötland |       | 58.409479, 15.895457 | 10054900320001 | Ladda upp en bild av detta fornminne |
| Örtomta 32:2                    | Stensättning                |              | Örtomta, Östergötland |       | 58.409635, 15.895080 | 10054900320002 | Ladda upp en bild av detta fornminne |
| Örtomta 33:1                    | Stensättning                |              | Örtomta, Östergötland |       | 58.410762, 15.903424 | 10054900330001 | Ladda upp en bild av detta fornminne |
| Örtomta 33:2                    | Stensättning                |              | Örtomta, Östergötland |       | 58.410760, 15.903150 | 10054900330002 | Ladda upp en bild av detta fornminne |
| Örtomta 33:3                    | Stensättning                |              | Örtomta, Östergötland |       | 58.410676, 15.903487 | 10054900330003 | Ladda upp en bild av detta fornminne |
| Örtomta 34:1                    | Stensättning                |              | Örtomta, Östergötland |       | 58.422025, 15.911612 | 10054900340001 | Ladda upp en bild av detta fornminne |
| Örtomta 34:2                    | Stensättning                |              | Örtomta, Östergötland |       | 58.421940, 15.912158 | 10054900340002 | Ladda upp en bild av detta fornminne |
| Örtomta 35:1                    | Stensättning                |              | Örtomta, Östergötland |       | 58.420312, 15.912167 | 10054900350001 | Ladda upp en bild av detta fornminne |
| Örtomta 37:1                    | Stensättning                |              | Örtomta, Östergötland |       | 58.384399, 15.930085 | 10054900370001 | Ladda upp en bild av detta fornminne |
| Örtomta 38:1                    | Stensättning                |              | Örtomta, Östergötland |       | 58.384795, 15.928918 | 10054900380001 | Ladda upp en bild av detta fornminne |
| Örtomta 38:2                    | Stensättning                |              | Örtomta, Östergötland |       | 58.384563, 15.928167 | 10054900380002 | Ladda upp en bild av detta fornminne |
| Örtomta 38:3                    | Stensättning                |              | Örtomta, Östergötland |       | 58.384215, 15.927852 | 10054900380003 | Ladda upp en bild av detta fornminne |
| Örtomta 38:6                    | Stensättning                |              | Örtomta, Östergötland |       | 58.384738, 15.928752 | 10054900380006 | Ladda upp en bild av detta fornminne |
| Örtomta 39:1                    | Stensättning                |              | Örtomta, Östergötland |       | 58.385044, 15.924902 | 10054900390001 | Ladda upp en bild av detta fornminne |
| Örtomta 41:1                    | Stensättning                |              | Örtomta, Östergötland |       | 58.378370, 15.932072 | 10054900410001 | Ladda upp en bild av detta fornminne |
| Örtomta 41:2                    | Stensättning                |              | Örtomta, Östergötland |       | 58.378476, 15.932067 | 10054900410002 | Ladda upp en bild av detta fornminne |
| Örtomta 41:3                    | Stensättning                |              | Örtomta, Östergötland |       | 58.378541, 15.931908 | 10054900410003 | Ladda upp en bild av detta fornminne |
| Örtomta 42:1                    | Gravfält                    |              | Örtomta, Östergötland |       | 58.379601, 15.933861 | 10054900420001 | Ladda upp en bild av detta fornminne |
| Örtomta 43:1                    | Stensättning                |              | Örtomta, Östergötland |       | 58.430312, 15.918863 | 10054900430001 | Ladda upp en bild av detta fornminne |
| Örtomta 43:2                    | Stensättning                |              | Örtomta, Östergötland |       | 58.430392, 15.919032 | 10054900430002 | Ladda upp en bild av detta fornminne |
| Örtomta 43:3                    | Stensättning                |              | Örtomta, Östergötland |       | 58.430534, 15.918642 | 10054900430003 | Ladda upp en bild av detta fornminne |
| Örtomta 44:1                    | Gravfält                    |              | Örtomta, Östergötland |       | 58.429848, 15.921357 | 10054900440001 | Ladda upp en bild av detta fornminne |
| Örtomta 47:1                    | Stensättning                |              | Örtomta, Östergötland |       | 58.429969, 15.932992 | 10054900470001 | Ladda upp en bild av detta fornminne |
| Örtomta 47:2                    | Stensättning                |              | Örtomta, Östergötland |       | 58.430041, 15.933168 | 10054900470002 | Ladda upp en bild av detta fornminne |
| Örtomta 49:1                    | Stensättning                |              | Örtomta, Östergötland |       | 58.424301, 15.918763 | 10054900490001 | Ladda upp en bild av detta fornminne |
| Örtomta 49:2                    | Stensättning                |              | Örtomta, Östergötland |       | 58.424235, 15.919245 | 10054900490002 | Ladda upp en bild av detta fornminne |
| Örtomta 49:3                    | Stensättning                |              | Örtomta, Östergötland |       | 58.424256, 15.919424 | 10054900490003 | Ladda upp en bild av detta fornminne |
| Örtomta 49:4                    | Stensättning                |              | Örtomta, Östergötland |       | 58.424319, 15.919596 | 10054900490004 | Ladda upp en bild av detta fornminne |
| Örtomta 50:1                    | Stensättning                |              | Örtomta, Östergötland |       | 58.424102, 15.931972 | 10054900500001 | Ladda upp en bild av detta fornminne |
| Örtomta 50:2                    | Stensättning                |              | Örtomta, Östergötland |       | 58.424111, 15.931360 | 10054900500002 | Ladda upp en bild av detta fornminne |
| Örtomta 51:1                    | Stensättning                |              | Örtomta, Östergötland |       | 58.421656, 15.921904 | 10054900510001 | Ladda upp en bild av detta fornminne |
| Örtomta 51:2                    | Stensättning                |              | Örtomta, Östergötland |       | 58.421558, 15.922077 | 10054900510002 | Ladda upp en bild av detta fornminne |
| Örtomta 51:3                    | Stensättning                |              | Örtomta, Östergötland |       | 58.421494, 15.922243 | 10054900510003 | Ladda upp en bild av detta fornminne |
| Örtomta 52:1                    | Gravfält                    |              | Örtomta, Östergötland |       | 58.421624, 15.920432 | 10054900520001 | Ladda upp en bild av detta fornminne |
| Örtomta 53:1                    | Gravfält                    |              | Örtomta, Östergötland |       | 58.379915, 15.935851 | 10054900530001 | Ladda upp en bild av detta fornminne |
| Örtomta 54:1                    | Stensättning                |              | Örtomta, Östergötland |       | 58.385106, 15.935639 | 10054900540001 | Ladda upp en bild av detta fornminne |
| Örtomta 55:1                    | Gravfält                    |              | Örtomta, Östergötland |       | 58.384689, 15.936393 | 10054900550001 | Ladda upp en bild av detta fornminne |
| Örtomta 56:1                    | Stensättning                |              | Örtomta, Östergötland |       | 58.385973, 15.937872 | 10054900560001 | Ladda upp en bild av detta fornminne |
| Örtomta 56:2                    | Stensättning                |              | Örtomta, Östergötland |       | 58.386168, 15.938050 | 10054900560002 | Ladda upp en bild av detta fornminne |
| Örtomta 56:3                    | Stensättning                |              | Örtomta, Östergötland |       | 58.386276, 15.938109 | 10054900560003 | Ladda upp en bild av detta fornminne |
| Örtomta 57:1                    | Stensättning                |              | Örtomta, Östergötland |       | 58.386641, 15.939627 | 10054900570001 | Ladda upp en bild av detta fornminne |
| Örtomta 58:1                    | Stensättning                |              | Örtomta, Östergötland |       | 58.386914, 15.942009 | 10054900580001 | Ladda upp en bild av detta fornminne |
| Örtomta 59:1                    | Gravfält                    |              | Örtomta, Östergötland |       | 58.387350, 15.936773 | 10054900590001 | Ladda upp en bild av detta fornminne |
| Örtomta 61:1                    | Gravfält                    |              | Örtomta, Östergötland |       | 58.390996, 15.930036 | 10054900610001 | Ladda upp en bild av detta fornminne |
| Örtomta 62:1                    | Stensättning                |              | Örtomta, Östergötland |       | 58.427308, 15.934728 | 10054900620001 | Ladda upp en bild av detta fornminne |
| Örtomta 62:2                    | Stensättning                |              | Örtomta, Östergötland |       | 58.427537, 15.934894 | 10054900620002 | Ladda upp en bild av detta fornminne |
| Örtomta 62:3                    | Stensättning                |              | Örtomta, Östergötland |       | 58.427668, 15.934920 | 10054900620003 | Ladda upp en bild av detta fornminne |
| Örtomta 64:1                    | Stensättning                |              | Örtomta, Östergötland |       | 58.426847, 15.932480 | 10054900640001 | Ladda upp en bild av detta fornminne |
| Örtomta 64:2                    | Stensättning                |              | Örtomta, Östergötland |       | 58.426800, 15.932291 | 10054900640002 | Ladda upp en bild av detta fornminne |
| Örtomta 65:1                    | Stensättning                |              | Örtomta, Östergötland |       | 58.426804, 15.930271 | 10054900650001 | Ladda upp en bild av detta fornminne |
| Örtomta 66:1                    | Stensättning                |              | Örtomta, Östergötland |       | 58.427086, 15.936565 | 10054900660001 | Ladda upp en bild av detta fornminne |
| Örtomta 70:1                    | Stensättning                |              | Örtomta, Östergötland |       | 58.424452, 15.936806 | 10054900700001 | Ladda upp en bild av detta fornminne |
| Örtomta 71:1                    | Stensättning                |              | Örtomta, Östergötland |       | 58.389943, 15.940166 | 10054900710001 | Ladda upp en bild av detta fornminne |
| Örtomta 72:1                    | Gravfält                    |              | Örtomta, Östergötland |       | 58.386899, 15.948036 | 10054900720001 | Ladda upp en bild av detta fornminne |
| Örtomta 75:1                    | Stensättning                |              | Örtomta, Östergötland |       | 58.386240, 15.963427 | 10054900750001 | Ladda upp en bild av detta fornminne |
| Örtomta 76:1                    | Stensättning                |              | Örtomta, Östergötland |       | 58.386142, 15.960279 | 10054900760001 | Ladda upp en bild av detta fornminne |
| Örtomta 77:1                    | Stensättning                |              | Örtomta, Östergötland |       | 58.385654, 15.959929 | 10054900770001 | Ladda upp en bild av detta fornminne |
| Örtomta 78:1                    | Gravfält                    |              | Örtomta, Östergötland |       | 58.387602, 15.958458 | 10054900780001 | Ladda upp en bild av detta fornminne |
| Örtomta 79:1                    | Gravfält                    |              | Örtomta, Östergötland |       | 58.388775, 15.954806 | 10054900790001 | Ladda upp en bild av detta fornminne |
| Örtomta 80:1                    | Gravfält                    |              | Örtomta, Östergötland |       | 58.388968, 15.960412 | 10054900800001 | Ladda upp en bild av detta fornminne |
| Örtomta 82:1                    | Stensättning                |              | Örtomta, Östergötland |       | 58.392206, 15.956568 | 10054900820001 | Ladda upp en bild av detta fornminne |
| Örtomta 82:2                    | Stensättning                |              | Örtomta, Östergötland |       | 58.392162, 15.956360 | 10054900820002 | Ladda upp en bild av detta fornminne |
| Örtomta 82:3                    | Stensättning                |              | Örtomta, Östergötland |       | 58.392103, 15.956190 | 10054900820003 | Ladda upp en bild av detta fornminne |
| Örtomta 83:1                    | Stensättning                |              | Örtomta, Östergötland |       | 58.392846, 15.957511 | 10054900830001 | Ladda upp en bild av detta fornminne |
| Örtomta 84:1                    | Stensättning                |              | Örtomta, Östergötland |       | 58.393217, 15.957781 | 10054900840001 | Ladda upp en bild av detta fornminne |
| Örtomta 85:1                    | Gravfält                    |              | Örtomta, Östergötland |       | 58.391486, 15.967273 | 10054900850001 | Ladda upp en bild av detta fornminne |
| Örtomta 86:1                    | Stensättning                |              | Örtomta, Östergötland |       | 58.388556, 15.966664 | 10054900860001 | Ladda upp en bild av detta fornminne |
| Örtomta 86:2                    | Stensättning                |              | Örtomta, Östergötland |       | 58.388390, 15.966958 | 10054900860002 | Ladda upp en bild av detta fornminne |
| Örtomta 86:3                    | Stensättning                |              | Örtomta, Östergötland |       | 58.388335, 15.967075 | 10054900860003 | Ladda upp en bild av detta fornminne |
| Örtomta 86:4                    | Stensättning                |              | Örtomta, Östergötland |       | 58.388450, 15.967104 | 10054900860004 | Ladda upp en bild av detta fornminne |
| Örtomta 87:1                    | Grav markerad av sten/block |              | Örtomta, Östergötland |       | 58.422586, 15.912869 | 10054900870001 | Ladda upp en bild av detta fornminne |
| Örtomta 88:1                    | Stensättning                |              | Örtomta, Östergötland |       | 58.401208, 15.931178 | 10054900880001 | Ladda upp en bild av detta fornminne |
| Örtomta 89:1                    | Stensättning                |              | Örtomta, Östergötland |       | 58.393515, 15.922366 | 10054900890001 | Ladda upp en bild av detta fornminne |
| Örtomta 90:1                    | Stensättning                |              | Örtomta, Östergötland |       | 58.396411, 15.933895 | 10054900900001 | Ladda upp en bild av detta fornminne |
| Örtomta 90:2                    | Stensättning                |              | Örtomta, Östergötland |       | 58.396537, 15.934129 | 10054900900002 | Ladda upp en bild av detta fornminne |
| Örtomta 91:1                    | Stensättning                |              | Örtomta, Östergötland |       | 58.397852, 15.935701 | 10054900910001 | Ladda upp en bild av detta fornminne |
| Örtomta 92:1                    | Stensättning                |              | Örtomta, Östergötland |       | 58.396949, 15.939273 | 10054900920001 | Ladda upp en bild av detta fornminne |
| Örtomta 94:1                    | Stensättning                |              | Örtomta, Östergötland |       | 58.394253, 15.938230 | 10054900940001 | Ladda upp en bild av detta fornminne |
| Örtomta 94:2                    | Stensättning                |              | Örtomta, Östergötland |       | 58.394395, 15.937909 | 10054900940002 | Ladda upp en bild av detta fornminne |
| Örtomta 96:1                    | Stensättning                |              | Örtomta, Östergötland |       | 58.393550, 15.940217 | 10054900960001 | Ladda upp en bild av detta fornminne |
| Örtomta 100:1                   | Gravfält                    |              | Örtomta, Östergötland |       | 58.382988, 15.973753 | 10054901000001 | Ladda upp en bild av detta fornminne |
| Örtomta 102:1                   | Gravfält                    |              | Örtomta, Östergötland |       | 58.382381, 15.975881 | 10054901020001 | Ladda upp en bild av detta fornminne |
| Örtomta 103:1                   | Stensättning                |              | Örtomta, Östergötland |       | 58.380475, 15.973828 | 10054901030001 | Ladda upp en bild av detta fornminne |
| Örtomta 104:1                   | Stensättning                |              | Örtomta, Östergötland |       | 58.381816, 15.971376 | 10054901040001 | Ladda upp en bild av detta fornminne |
| Örtomta 105:1                   | Stensättning                |              | Örtomta, Östergötland |       | 58.374471, 15.970580 | 10054901050001 | Ladda upp en bild av detta fornminne |
| Örtomta 106:1                   | Fornborg                    |              | Örtomta, Östergötland |       | 58.376394, 15.975836 | 10054901060001 | Ladda upp en bild av detta fornminne |
| Örtomta 108:1                   | Gravfält                    |              | Örtomta, Östergötland |       | 58.383551, 15.978305 | 10054901080001 | Ladda upp en bild av detta fornminne |
| Örtomta 109:1                   | Stensättning                |              | Örtomta, Östergötland |       | 58.423520, 15.943646 | 10054901090001 | Ladda upp en bild av detta fornminne |
| Örtomta 110:1                   | Gravfält                    |              | Örtomta, Östergötland |       | 58.423433, 15.937087 | 10054901100001 | Ladda upp en bild av detta fornminne |
| Örtomta 111:1                   | Stensättning                |              | Örtomta, Östergötland |       | 58.423235, 15.935877 | 10054901110001 | Ladda upp en bild av detta fornminne |
| Örtomta 113:1                   | Stensättning                |              | Örtomta, Östergötland |       | 58.421799, 15.942156 | 10054901130001 | Ladda upp en bild av detta fornminne |
| Örtomta 114:1                   | Stensättning                |              | Örtomta, Östergötland |       | 58.417953, 15.921905 | 10054901140001 | Ladda upp en bild av detta fornminne |
| Örtomta 114:2                   | Stensättning                |              | Örtomta, Östergötland |       | 58.417865, 15.921989 | 10054901140002 | Ladda upp en bild av detta fornminne |
| Örtomta 114:3                   | Grav markerad av sten/block |              | Örtomta, Östergötland |       | 58.417853, 15.921609 | 10054901140003 | Ladda upp en bild av detta fornminne |
| Örtomta 115:1                   | Gravfält                    |              | Örtomta, Östergötland |       | 58.417479, 15.921534 | 10054901150001 | Ladda upp en bild av detta fornminne |
| Örtomta 116:2                   | Stensättning                |              | Örtomta, Östergötland |       | 58.415564, 15.916922 | 10054901160002 | Ladda upp en bild av detta fornminne |
| Örtomta 117:1                   | Hög                         |              | Örtomta, Östergötland |       | 58.414641, 15.918967 | 10054901170001 | Ladda upp en bild av detta fornminne |
| Örtomta 118:1                   | Gravfält                    |              | Örtomta, Östergötland |       | 58.414146, 15.917024 | 10054901180001 | Ladda upp en bild av detta fornminne |
| Örtomta 119:1                   | Gravfält                    |              | Örtomta, Östergötland |       | 58.413572, 15.914867 | 10054901190001 | Ladda upp en bild av detta fornminne |
| Örtomta 120:1                   | Gravfält                    |              | Örtomta, Östergötland |       | 58.413770, 15.912284 | 10054901200001 | Ladda upp en bild av detta fornminne |
| Örtomta 123:1                   | Stensättning                |              | Örtomta, Östergötland |       | 58.425414, 15.951637 | 10054901230001 | Ladda upp en bild av detta fornminne |
| Örtomta 126:1                   | Gravfält                    |              | Örtomta, Östergötland |       | 58.413799, 15.961576 | 10054901260001 | Ladda upp en bild av detta fornminne |
| Örtomta 127:1                   | Stensättning                |              | Örtomta, Östergötland |       | 58.417109, 15.944424 | 10054901270001 | Ladda upp en bild av detta fornminne |
| Örtomta 129:1                   | Stensättning                |              | Örtomta, Östergötland |       | 58.397392, 15.920166 | 10054901290001 | Ladda upp en bild av detta fornminne |
| Örtomta 129:2                   | Stensättning                |              | Örtomta, Östergötland |       | 58.397303, 15.920332 | 10054901290002 | Ladda upp en bild av detta fornminne |
| Örtomta 130:1                   | Gravfält                    |              | Örtomta, Östergötland |       | 58.387364, 15.973426 | 10054901300001 | Ladda upp en bild av detta fornminne |
| Örtomta 131:1                   | Stensättning                |              | Örtomta, Östergötland |       | 58.386437, 15.978123 | 10054901310001 | Ladda upp en bild av detta fornminne |
| Örtomta 133:1                   | Stensättning                |              | Örtomta, Östergötland |       | 58.386364, 15.982370 | 10054901330001 | Ladda upp en bild av detta fornminne |
| Örtomta 136:1                   | Stensättning                |              | Örtomta, Östergötland |       | 58.398957, 15.955842 | 10054901360001 | Ladda upp en bild av detta fornminne |
| Örtomta 136:2                   | Stensättning                |              | Örtomta, Östergötland |       | 58.398901, 15.955642 | 10054901360002 | Ladda upp en bild av detta fornminne |
| Örtomta 138:1                   | Stensättning                |              | Örtomta, Östergötland |       | 58.391752, 15.973292 | 10054901380001 | Ladda upp en bild av detta fornminne |
| Örtomta 139:1                   | Stensättning                |              | Örtomta, Östergötland |       | 58.394747, 15.974845 | 10054901390001 | Ladda upp en bild av detta fornminne |
| Örtomta 143:1                   | Stensättning                |              | Örtomta, Östergötland |       | 58.395364, 15.968988 | 10054901430001 | Ladda upp en bild av detta fornminne |
| Örtomta 144:1                   | Gravfält                    |              | Örtomta, Östergötland |       | 58.394862, 15.969601 | 10054901440001 | Ladda upp en bild av detta fornminne |
| Örtomta 145:1                   | Stensättning                |              | Örtomta, Östergötland |       | 58.393032, 15.976274 | 10054901450001 | Ladda upp en bild av detta fornminne |
| Örtomta 145:2                   | Stensättning                |              | Örtomta, Östergötland |       | 58.393094, 15.976516 | 10054901450002 | Ladda upp en bild av detta fornminne |
| Örtomta 147:1                   | Gravfält                    |              | Örtomta, Östergötland |       | 58.397620, 15.955642 | 10054901470001 | Ladda upp en bild av detta fornminne |
| Örtomta 148:1                   | Stensättning                |              | Örtomta, Östergötland |       | 58.397252, 15.980539 | 10054901480001 | Ladda upp en bild av detta fornminne |
| Örtomta 150:1                   | Stensättning                |              | Örtomta, Östergötland |       | 58.385548, 15.990984 | 10054901500001 | Ladda upp en bild av detta fornminne |
| Örtomta 151:1                   | Gravfält                    |              | Örtomta, Östergötland |       | 58.386725, 15.988917 | 10054901510001 | Ladda upp en bild av detta fornminne |
| Örtomta 152:1                   | Stensättning                |              | Örtomta, Östergötland |       | 58.387952, 15.990931 | 10054901520001 | Ladda upp en bild av detta fornminne |
| Örtomta 152:2                   | Stensättning                |              | Örtomta, Östergötland |       | 58.387724, 15.990841 | 10054901520002 | Ladda upp en bild av detta fornminne |
| Örtomta 152:3                   | Stensättning                |              | Örtomta, Östergötland |       | 58.387545, 15.990597 | 10054901520003 | Ladda upp en bild av detta fornminne |
| Örtomta 153:1                   | Fornborg                    |              | Örtomta, Östergötland |       | 58.422545, 15.985608 | 10054901530001 | Ladda upp en bild av detta fornminne |
| Örtomta 154:1                   | Stensättning                |              | Örtomta, Östergötland |       | 58.368485, 15.951131 | 10054901540001 | Ladda upp en bild av detta fornminne |
| Örtomta 154:2                   | Stensättning                |              | Örtomta, Östergötland |       | 58.368827, 15.950998 | 10054901540002 | Ladda upp en bild av detta fornminne |
| Örtomta 155:1                   | Gravfält                    |              | Örtomta, Östergötland |       | 58.368917, 15.946004 | 10054901550001 | Ladda upp en bild av detta fornminne |
| Örtomta 156:1                   | Röse                        |              | Örtomta, Östergötland |       | 58.367571, 15.940734 | 10054901560001 | Ladda upp en bild av detta fornminne |
| Örtomta 156:2                   | Röse                        |              | Örtomta, Östergötland |       | 58.367821, 15.940678 | 10054901560002 | Ladda upp en bild av detta fornminne |
| Örtomta 156:3                   | Röse                        |              | Örtomta, Östergötland |       | 58.367765, 15.940265 | 10054901560003 | Ladda upp en bild av detta fornminne |
| Örtomta 157:1                   | Gravfält                    |              | Örtomta, Östergötland |       | 58.368521, 15.955707 | 10054901570001 | Ladda upp en bild av detta fornminne |
| Örtomta 158:1                   | Stensättning                |              | Örtomta, Östergötland |       | 58.371403, 15.960740 | 10054901580001 | Ladda upp en bild av detta fornminne |
| Örtomta 159:1                   | Röse                        |              | Örtomta, Östergötland |       | 58.368087, 15.938748 | 10054901590001 | Ladda upp en bild av detta fornminne |
| Örtomta 160:1                   | Stensättning                |              | Örtomta, Östergötland |       | 58.379874, 16.024541 | 10054901600001 | Ladda upp en bild av detta fornminne |
| Örtomta 162:1                   | Stensättning                |              | Örtomta, Östergötland |       | 58.373538, 15.931427 | 10054901620001 | Ladda upp en bild av detta fornminne |
| Örtomta 163:1                   | Stensättning                |              | Örtomta, Östergötland |       | 58.372520, 15.931471 | 10054901630001 | Ladda upp en bild av detta fornminne |
| Örtomta 165:1                   | Stensättning                |              | Örtomta, Östergötland |       | 58.362592, 15.938742 | 10054901650001 | Ladda upp en bild av detta fornminne |
| Örtomta 166:1                   | Grav markerad av sten/block |              | Örtomta, Östergötland |       | 58.420576, 15.895148 | 10054901660001 | Ladda upp en bild av detta fornminne |
| Örtomta 167:1                   | Stensättning                |              | Örtomta, Östergötland |       | 58.384694, 15.927029 | 10054901670001 | Ladda upp en bild av detta fornminne |
| Örtomta 167:2                   | Stensättning                |              | Örtomta, Östergötland |       | 58.384448, 15.927444 | 10054901670002 | Ladda upp en bild av detta fornminne |
| Örtomta 173:1                   | Stensättning                |              | Örtomta, Östergötland |       | 58.428750, 15.914542 | 10054901730001 | Ladda upp en bild av detta fornminne |
| Örtomta 173:2                   | Stensättning                |              | Örtomta, Östergötland |       | 58.428431, 15.914170 | 10054901730002 | Ladda upp en bild av detta fornminne |
| Örtomta 175:1                   | Gravfält                    |              | Örtomta, Östergötland |       | 58.420162, 15.885558 | 10054901750001 | Ladda upp en bild av detta fornminne |
| Örtomta 177:1                   | Stensättning                |              | Örtomta, Östergötland |       | 58.432325, 15.903209 | 10054901770001 | Ladda upp en bild av detta fornminne |
| Örtomta 178:1                   | Stensättning                |              | Örtomta, Östergötland |       | 58.433263, 15.912667 | 10054901780001 | Ladda upp en bild av detta fornminne |
| Örtomta 185:3                   | Grav markerad av sten/block |              | Örtomta, Östergötland |       | 58.420790, 15.906885 | 10054901850003 | Ladda upp en bild av detta fornminne |
| Örtomta 186:1                   | Stensättning                |              | Örtomta, Östergötland |       | 58.423356, 15.910298 | 10054901860001 | Ladda upp en bild av detta fornminne |
| Örtomta 186:2                   | Stensättning                |              | Örtomta, Östergötland |       | 58.423188, 15.909717 | 10054901860002 | Ladda upp en bild av detta fornminne |
| Örtomta 187:1                   | Stensättning                |              | Örtomta, Östergötland |       | 58.419712, 15.911033 | 10054901870001 | Ladda upp en bild av detta fornminne |
| Örtomta 189:1                   | Stensättning                |              | Örtomta, Östergötland |       | 58.410527, 15.893424 | 10054901890001 | Ladda upp en bild av detta fornminne |
| Örtomta 190:1                   | Stensättning                |              | Örtomta, Östergötland |       | 58.428081, 15.932971 | 10054901900001 | Ladda upp en bild av detta fornminne |
| Örtomta 204:2                   | Stensättning                |              | Örtomta, Östergötland |       | 58.377918, 15.902236 | 10054902040002 | Ladda upp en bild av detta fornminne |
| Örtomta 205:1                   | Stensättning                |              | Örtomta, Östergötland |       | 58.369806, 15.938155 | 10054902050001 | Ladda upp en bild av detta fornminne |
| Örtomta 207:1                   | Stensättning                |              | Örtomta, Östergötland |       | 58.387066, 15.928747 | 10054902070001 | Ladda upp en bild av detta fornminne |
| Örtomta 213:1                   | Stensättning                |              | Örtomta, Östergötland |       | 58.369060, 15.957075 | 10054902130001 | Ladda upp en bild av detta fornminne |
| Örtomta 213:2                   | Stensättning                |              | Örtomta, Östergötland |       | 58.369270, 15.956944 | 10054902130002 | Ladda upp en bild av detta fornminne |
| Örtomta 218:1                   | Stensättning                |              | Örtomta, Östergötland |       | 58.423911, 15.926115 | 10054902180001 | Ladda upp en bild av detta fornminne |
| Örtomta 218:2                   | Stensättning                |              | Örtomta, Östergötland |       | 58.423873, 15.925830 | 10054902180002 | Ladda upp en bild av detta fornminne |
| Örtomta 221:2                   | Stensättning                |              | Örtomta, Östergötland |       | 58.406013, 15.934656 | 10054902210002 | Ladda upp en bild av detta fornminne |
| Örtomta 227:1                   | Stensättning                |              | Örtomta, Östergötland |       | 58.379944, 15.934353 | 10054902270001 | Ladda upp en bild av detta fornminne |
| Örtomta 230:1                   | Stensättning                |              | Örtomta, Östergötland |       | 58.396899, 15.957829 | 10054902300001 | Ladda upp en bild av detta fornminne |
| Örtomta 230:2                   | Stensättning                |              | Örtomta, Östergötland |       | 58.396828, 15.958001 | 10054902300002 | Ladda upp en bild av detta fornminne |
| Örtomta 236:1                   | Stensättning                |              | Örtomta, Östergötland |       | 58.382117, 15.981460 | 10054902360001 | Ladda upp en bild av detta fornminne |
| Örtomta 236:2                   | Stensättning                |              | Örtomta, Östergötland |       | 58.382269, 15.981718 | 10054902360002 | Ladda upp en bild av detta fornminne |
| Björnlöten (Örtomta 240:1)      | Lägenhetsbebyggelse         |              | Örtomta, Östergötland |       | 58.357766, 15.955567 | 10054902400001 | Ladda upp en bild av detta fornminne |
| Braberg (Örtomta 251:1)         | Lägenhetsbebyggelse         |              | Örtomta, Östergötland |       | 58.363640, 15.929654 | 10054902510001 | Ladda upp en bild av detta fornminne |
| Örtomta 252:1                   | Stensättning                |              | Örtomta, Östergötland |       | 58.382031, 15.986927 | 10054902520001 | Ladda upp en bild av detta fornminne |
| Örtomta 264:1                   | Stensättning                |              | Örtomta, Östergötland |       | 58.384135, 16.027904 | 10054902640001 | Ladda upp en bild av detta fornminne |
| Örtomta 264:2                   | Stensättning                |              | Örtomta, Östergötland |       | 58.384220, 16.028125 | 10054902640002 | Ladda upp en bild av detta fornminne |
| Örtomta 267:1                   | Stensättning                |              | Örtomta, Östergötland |       | 58.380730, 16.022984 | 10054902670001 | Ladda upp en bild av detta fornminne |
| Örtomta 271:1                   | Stensättning                |              | Örtomta, Östergötland |       | 58.369657, 16.018587 | 10054902710001 | Ladda upp en bild av detta fornminne |
| Örtomta 271:2                   | Stensättning                |              | Örtomta, Östergötland |       | 58.369591, 16.018868 | 10054902710002 | Ladda upp en bild av detta fornminne |
| Örtomta 272:1                   | Stensättning                |              | Örtomta, Östergötland |       | 58.368470, 16.005654 | 10054902720001 | Ladda upp en bild av detta fornminne |
| Örtomta 273:1                   | Stensättning                |              | Örtomta, Östergötland |       | 58.363336, 15.984801 | 10054902730001 | Ladda upp en bild av detta fornminne |
| Örtomta 273:2                   | Stensättning                |              | Örtomta, Östergötland |       | 58.362946, 15.985233 | 10054902730002 | Ladda upp en bild av detta fornminne |
| Örtomta 274:1                   | Stensättning                |              | Örtomta, Östergötland |       | 58.383000, 15.978404 | 10054902740001 | Ladda upp en bild av detta fornminne |
| Örtomta 274:2                   | Stensättning                |              | Örtomta, Östergötland |       | 58.383162, 15.977845 | 10054902740002 | Ladda upp en bild av detta fornminne |
| Örtomta 280:1                   | Gravklot                    |              | Örtomta, Östergötland |       | 58.412401, 15.925635 | 10054902800001 | Ladda upp en bild av detta fornminne |
| Skogstorp (Örtomta 281)         | Lägenhetsbebyggelse         |              | Örtomta, Östergötland |       | 58.383961, 15.926821 | 12000000023376 | Ladda upp en bild av detta fornminne |
| Trädgårdstorp (Örtomta 286)     | Lägenhetsbebyggelse         |              | Örtomta, Östergötland |       | 58.376929, 15.916983 | 12000000023384 | Ladda upp en bild av detta fornminne |
| Örtomta 296                     | Stensättning                |              | Örtomta, Östergötland |       | 58.372136, 15.933256 | 12000000023590 | Ladda upp en bild av detta fornminne |
| Brotorpet (Örtomta 309)         | Lägenhetsbebyggelse         |              | Örtomta, Östergötland |       | 58.362907, 15.948689 | 12000000023750 | Ladda upp en bild av detta fornminne |